# Hong Ri-Na
Hong Ri-na (în coreeană 홍리나), (n. 7 februarie 1968) este o actriță din Coreea de Sud. Ea a jucat în Giuvaierul palatului difuzat în România pe TVR1.

## Filmografie
Televiziune
- Three Wives (SBS, 2004)
- Dae Jang Geum (MBC, 2003)
- Honest Living (SBS, 2002)
- Dawn of the Empire (KBS1, 2002)
- Still Love (SBS, 2001)
- Sister's Mirror (2000)
- Blue Classroom
- The Great King's Road,(MBC, 1998)
- Mountain (MBC, 1997)
- Mimang (MBC, 1996)
- Jo Gwang-jo (KBS2, 1996)
- My Son's Woman (MBC, 1994)
- General Hospital (MBC, 1994)
- Sisters
- The Sun and the Moon (KBS, 1993)
- Mystery Melodrama: Dangerous Choice (KBS, 1993)
- Son-ja's Tactics(KBS, 1992)
- Two Ladies (MBC, 1992)
- Husband's Woman (KBS, 1992)
- Loving You (SBS, 1992)
- Tide of Ambition (KBS, 1991)
- Rainbow General (KBS, 1991)
- Guest in Autumn (KBS, 1990)
- My Mother's Life in Disguise (MBC, 1990)